# Välordning
Välordning är inom matematik en ordningsrelation på en mängd, som har egenskapen att det i varje icke-tom delmängd av mängden finns ett unikt minsta element.
Mängden, på vilken relationen är definierad, sägs vara en välordnad mängd.
En välordning är ett specialfall av linjär ordning eller totalordning.
Varje välordning är isomorf med ett och endast ett ordinaltal.

## Exempel
- Alla ändliga linjära ordningar är välordningar
- De naturliga talen är en välordnad mängd
- Om M och N är linjärt ordnade mängder, så är mängden MxN försedd med den lexikografiska ordningen en välordnad mängd.
- De reella talen är inte en välordnad mängd, eftersom exempelvis mängden av positiva reella tal inte har något minsta element.